# Абдылдаев, Эрлан Бекешович
Эрла́н Беке́шович Абдылда́ев (род. 21 июля 1966, Алма-Ата, Казахская ССР) — советский и киргизский дипломат. Министр иностранных дел Кыргызстана (2012—2018). Чрезвычайный и полномочный посол КР в Таджикистане (с 2022). Чрезвычайный и полномочный посол КР в ФРГ (2020—2022).

## Биография
В 1989 году окончил Московский государственный институт международных отношений МИД СССР по специальности «международные отношения». Владеет китайским и английским языками.
Работал в Управлении социалистических стран Азии МИД СССР (1989; референт), в посольстве СССР / России в Китайской Народной Республике (1989—1994; атташе, третий секретарь посольства).
В 1994—1997 годы — референт, консультант-эксперт международного отдела администрации Президента Кыргызстана. С 1997 года работал в Министерстве иностранных дел Кыргызстана: заместитель директора Первого политического отдела (1997—1998), заместитель Министра и директор Первого политического отдела, первый заместитель Министра (1998—2001).
В 2001—2005 годы — Чрезвычайный и Полномочный Посол Кыргызстана в Китайской Народной Республике, а также (по совместительству) в Монголии, Республике Сингапур и Королевстве Таиланд.
С 2005 года — эксперт Института общественной политики, в 2007—2012 — директор киргизского филиала Международного института по освещению вопросов войны и мира.
С 6 сентября 2012 года — министр иностранных дел Кыргызстана. Имеет дипломатический ранг чрезвычайного и полномочного посла.
Почётный доктор МГИМО МИД России; с октября 2012 года — почётный член Ассоциации выпускников МГИМО.
12 октября 2018 года Абдылдаев подал в отставку по собственному желанию.
С 13 июля 2020 по 3 февраля 2022 года — чрезвычайный и полномочный посол Кыргызстана в Германии.
С 12 апреля 2022 года — чрезвычайный и полномочный посол Кыргызстана в Таджикистане.

### Семья
Отец — Бекеш Абдылдаев (1933—2013), кинорежиссёр.
Женат, имеет дочь и сына.

## Награды
- Орден «Манас» III степени (5 июня 2017 года) — за вклад в развитие социально-экономического, духовного и интеллектуального потенциала Кыргызской Республики[10].
- Орден Дружбы (10 апреля 2017 года, Россия) — за большой вклад в укрепление отношений стратегического партнёрства между Российской Федерацией и Киргизской Республикой, развитие интеграционных процессов на евразийском пространстве[11][3].
- Почётный доктор МГИМО РФ (июнь 2015).
- Почётный профессор Дипломатической Академии КНР (май 2017).
- Грамота Содружества Независимых Государств (17 июля 2017 года, Совет глав государств СНГ) — за активную работу по укреплению и развитию Содружества Независимых Государств[12].
- Почётная грамота Совета МПА СНГ (27 марта 2017 года, Межпарламентская ассамблея СНГ) — за активное участие в деятельности Межпарламентской Ассамблеи и её органов, вклад в укрепление дружбы между народами государств — участников Содружества Независимых Государств[13].
- Именные часы от имени Премьер-министра Кыргызской Республики (21 июля 2016 года) — за особый вклад в дело продвижения национальных интересов Кыргызской Республики и повышения эффективности внешнеполитической деятельности Кыргызской Республики[14].